# Le Feu (Barbusse)
Pour les articles homonymes, voir Le Feu.
Le Feu (sous-titré Journal d'une escouade) est un récit, écrit par Henri Barbusse, de sa vie au front durant la Première Guerre mondiale, qui parut sous forme de feuilleton dans le quotidien L'Œuvre à partir du 3 août 1916, puis intégralement à la fin de novembre 1916 aux éditions Flammarion. Il reçoit la même année le prix Goncourt.

## Historique
Ce livre qu'Henri Barbusse, engagé volontaire en 1914 (il avait alors 41 ans et souffrait de problèmes pulmonaires), tira de son expérience personnelle du front, a été longuement mûri et pensé en première ligne pendant vingt-deux mois dans les tranchées de décembre 1914 à 1916. Henri Barbusse, tout au long de l'année 1915, tient un carnet de guerre où il note des expériences vécues, les expressions des Poilus et dresse des listes diverses et variées (sur la dernière page du livre publié, on trouve la mention "Décembre 1915."). Ce carnet sert de base à la composition de son roman dont l'essentiel de l'écriture l'occupe durant le premier semestre 1916 alors qu'il est convalescent à l'hôpital de Chartres puis à celui de Plombières. Le roman est découpé en vingt-quatre chapitres (tous pourvus d'un titre), qui paraissent d'abord sous forme de feuilleton dans le quotidien L'Œuvre du 3 août au 9 novembre 1916, avant d'être publié par les éditions Flammarion le 15 novembre de la même année et d'obtenir, le 15 décembre, le prix Goncourt,.
La première édition illustrée du Feu est réalisée en 1918 par l'éditeur d'art Gaston Boutitie, place de la Madeleine à Paris. L'artiste Raymond Renefer réalisera 96 croquis qui seront gravés par Eugène Dété, et dix eaux-fortes originales gravées directement depuis le front.
Ce roman est considéré comme l'une des œuvres littéraires majeures concernant la Première Guerre mondiale. Il est traduit en anglais sous le titre Under Fire dès 1917 par Fitzwater Wray et publié chez J. M. Dent & Sons. En 2003, Penguin Press publie une nouvelle traduction réalisée par Robin Buss avec une introduction de l'historien américain Jay Winter.

## Résumé

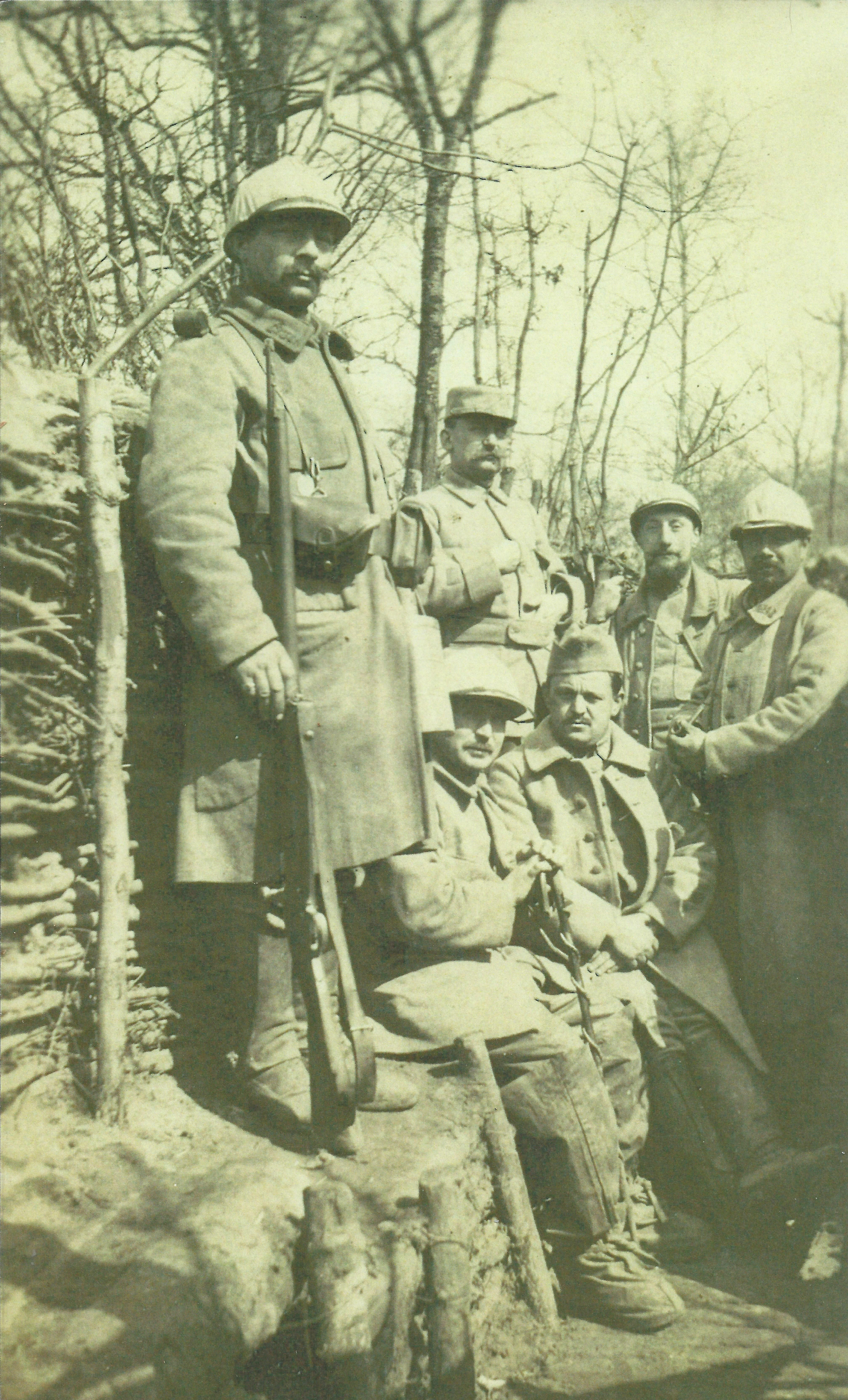
Poilus du en 1915-1916, photographiés par Henri Barbusse.

Henri Barbusse est le narrateur et personnage principal de ce récit. Le narrateur se situe la plupart du temps en focalisation interne. À la guerre, il est accompagné par de nombreux camarades : Volpatte, Poterloo, Fouillade, Barque, Farfadet, Eudore, Paradis, Poilpot, Poitron, Salavert, Tirette, Blaire, Cocon et Bertrand. Durant les vingt-deux mois qu'il passe en première ligne, il prend en note les expressions des soldats, leurs craintes, mais aussi fait part, à travers son récit, de la peur et de l'horreur dans laquelle il vit.
Les dialogues campent des personnages très divers dans leurs origines et leur fonctionnement, qui se retrouvent rassemblés autour d'un désir de survie et partageant les mêmes préoccupations basiques.

## Réception critique
Dès sa publication sous la forme de feuilleton, Le Feu est lu par un large public, à la réaction duquel Barbusse est extrêmement attentif. Le livre est également un succès. Une première controverse porte alors sur la véracité historique du roman, lauréat du prix Goncourt de l’année 1916, principalement en raison de la rupture profonde que marque le texte autorisé par la censure avec la propagande en temps de guerre, elle-même dénoncée dans l’ouvrage. Les enjeux politiques du texte, en particulier l’engagement pacifiste, sont un autre sujet de contentieux au sujet du livre.
À la fin des années 1920, Jean Norton Cru, dans Témoins. Essai d’analyse et de critique des souvenirs de combattants édités en français de 1915 à 1928, conteste la véracité de ce roman sur plusieurs points, par exemple, l'activité déployée après un combat dans une tranchée surtout quand elle a été conquise. Sa critique porte principalement sur l’aspect « naturaliste » du texte, qui est selon lui plus une interprétation du vécu de l’auteur et une composition littéraire de différents passages qu’un véritable témoignage neutre, circonstancié et ne s’appuyant que sur des faits dont l’auteur pourrait garantir la véracité, et ce malgré le sous-titre Journal d’une escouade. Pour Norton Cru « Barbusse, plus que personne, a usé et abusé de l’horreur anatomique. Il a mis à la mode cette façon de peindre la guerre, trop peu psychologue et trop peu renseigné sur le poilu pour comprendre que l’enfer des soldats est avant tout un enfer des idées : l’appréhension de l’attaque, le calcul des probabilités de mort, l’angoisse morale [...] ».

## Éditions
- Le Feu, Éditions Flammarion, Paris, 1916.
- Le Feu, Les Œuvres représentatives, Paris, 1930, deux volumes illustrés par Berthold Mahn.
- Le Feu, Le Livre de poche, no 6524, 1988  (ISBN 978-2-253-04741-4).
- Le Feu, Éditions Gallimard, coll. « Folio. Folioplus classiques », no 91, 2006  (ISBN 978-2-07-034279-2).
- Le Feu. Journal d'une escouade, Éditions Payot, coll. « Petite Bibliothèque Payot » no 878, 2012  (ISBN 9782228908054).
- Le Feu. Journal d'une escouade, Éditions Gallimard, coll. « Folio », no 5660, 2013  (ISBN 978-2-07-045464-8).
- Le Feu. Journal d'une escouade, illustré par Renefer, éditions Douin,  (ISBN 978-2-35498-149-5), 2016[11].